# Pilgrim's Rest
Pour les articles homonymes, voir Pilgrim.
Pilgrim’s Rest (Pelgrimsrus en afrikaans - littéralement Le repos du pèlerin) est une petite localité et un village-musée de la province du Mpumalanga en Afrique du Sud. Elle a été déclarée monument national. 

## Historique
Le village a été fondé dans l'est du Transvaal à la suite de la découverte d'or en septembre 1873. Sa population atteint rapidement 1 500 personnes, vivant directement ou indirectement de la prospection d'or. 
Vers la fin du XIXe siècle, les concessions se retrouvèrent aux mains de la compagnie Transvaal Gold Minings Estates (TGME), qui débuta la prospection souterraine dans les mines. Pilgrim’s Rest fut le lieu de frappe d'une monnaie boer à la fin de la Deuxième Guerre des Boers, alors que la région était fréquentée par les hommes de Ben Viljoen. Les installations étaient mobiles, pour pouvoir être déplacées en fonction des menaces. Cette mine permit de produire le célèbre et très rare Veldpond (littéralement livre du veld).
À la suite de la fin de l'activité minière en 1971, le village fut vendu au gouvernement sud-africain et devint un musée.  En 1986, Pilgrim Rest est déclaré monument national.
TGME, désormais propriété de Simmers and Jack, reprit l'exploitation en 1998. 

## Le village musée
Le village est étiré le long d'une route à flanc de colline, et comprend une "ville haute" (uptown) et une "ville basse" (downtown). Son architecture avec ses maisons basses de plain-pied en bois et tôle ondulée, avec appentis et auvent, typique des villes et localités du Transvaal du XIXème siècle (années 1860 à 1890), est d'origine et relativement inchangée. 
Le vieux cimetière témoigne de l'histoire de la localité. Toutes les tombes, où reposent généralement des uitlanders, sont orientées dans la même direction, si ce n'est la célèbre Robber’s Grave, la "tombe du voleur", anonyme, perpendiculaire aux autres tombes, seulement ornée d'une croix et de la mention précitée. Celle-ci suggère que le voleur fut tué lors d'un vol dans l'une des tentes des prospecteurs. Ces tentes constituaient généralement la maison et un des seuls biens de ces prospecteurs, pouvant justifier de lourdes sanctions.

## Statut au patrimoine mondial
Le site a été ajouté à la liste d'attente du patrimoine UNESCO le 14 mai 2004, dans la catégorie culture.

## Galerie

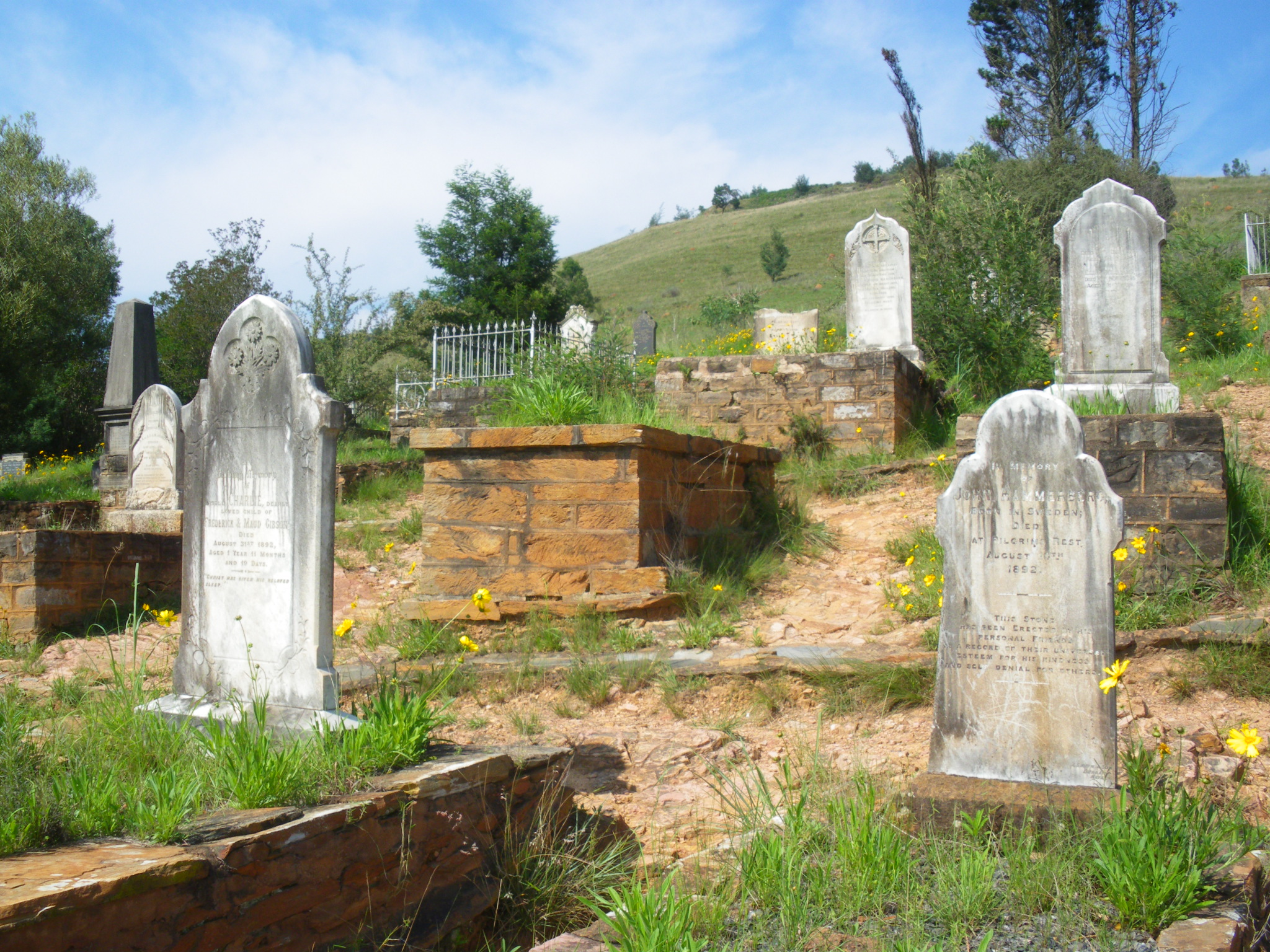
Le vieux cimetière de Pilgrim's Rest
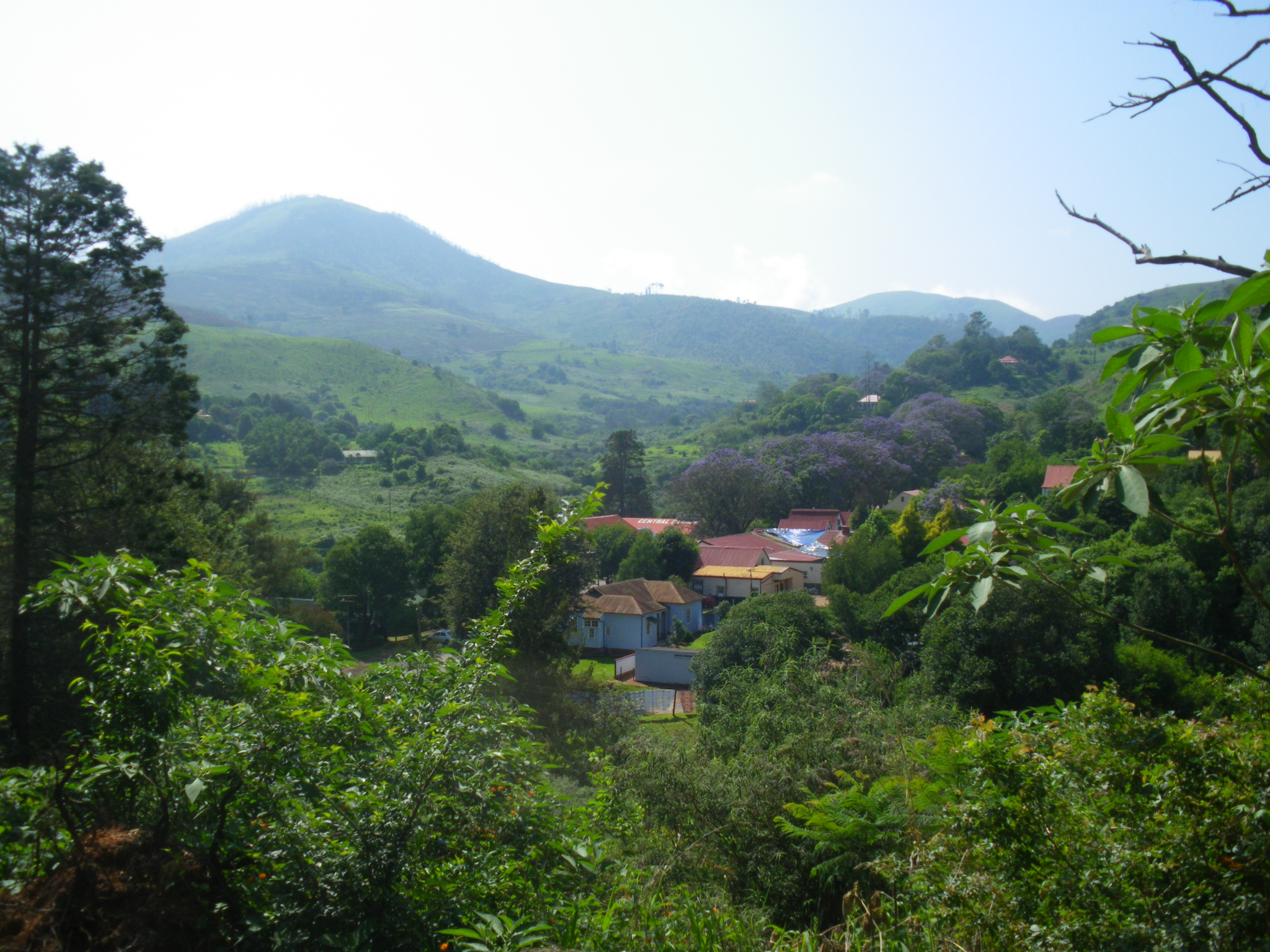
Ville haute de Pilgrim's Rest
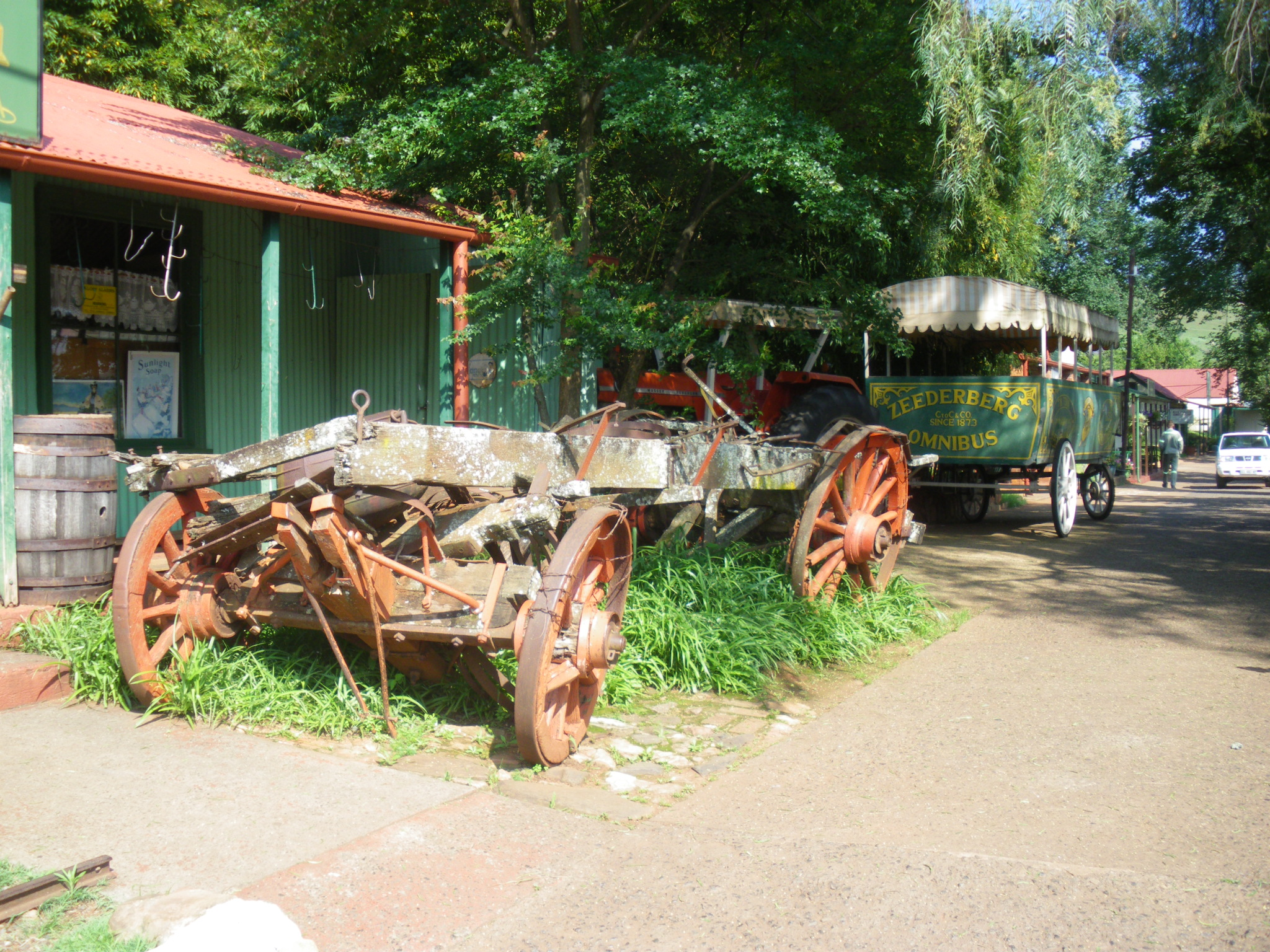
Vieux chariot
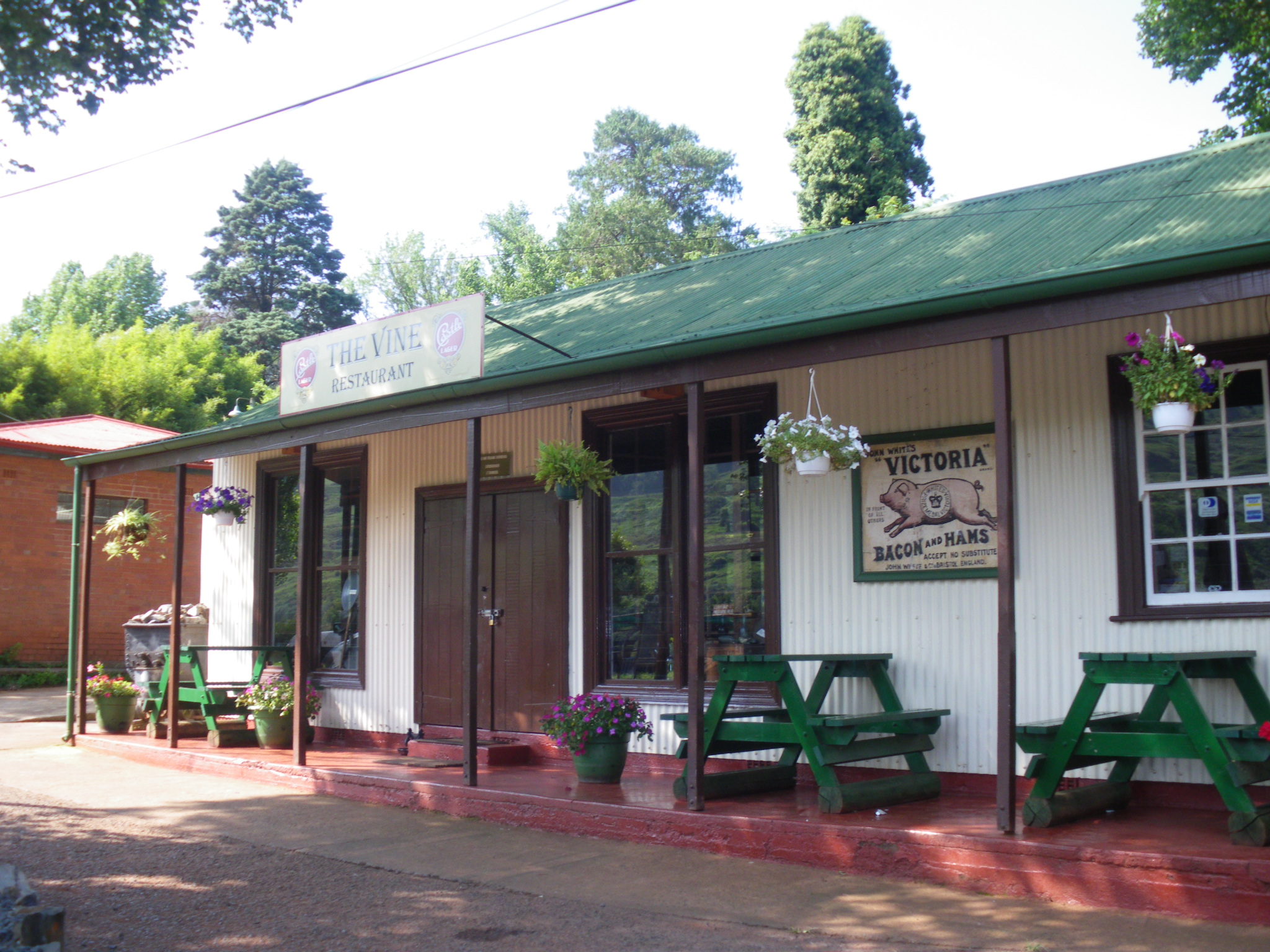
Taverne
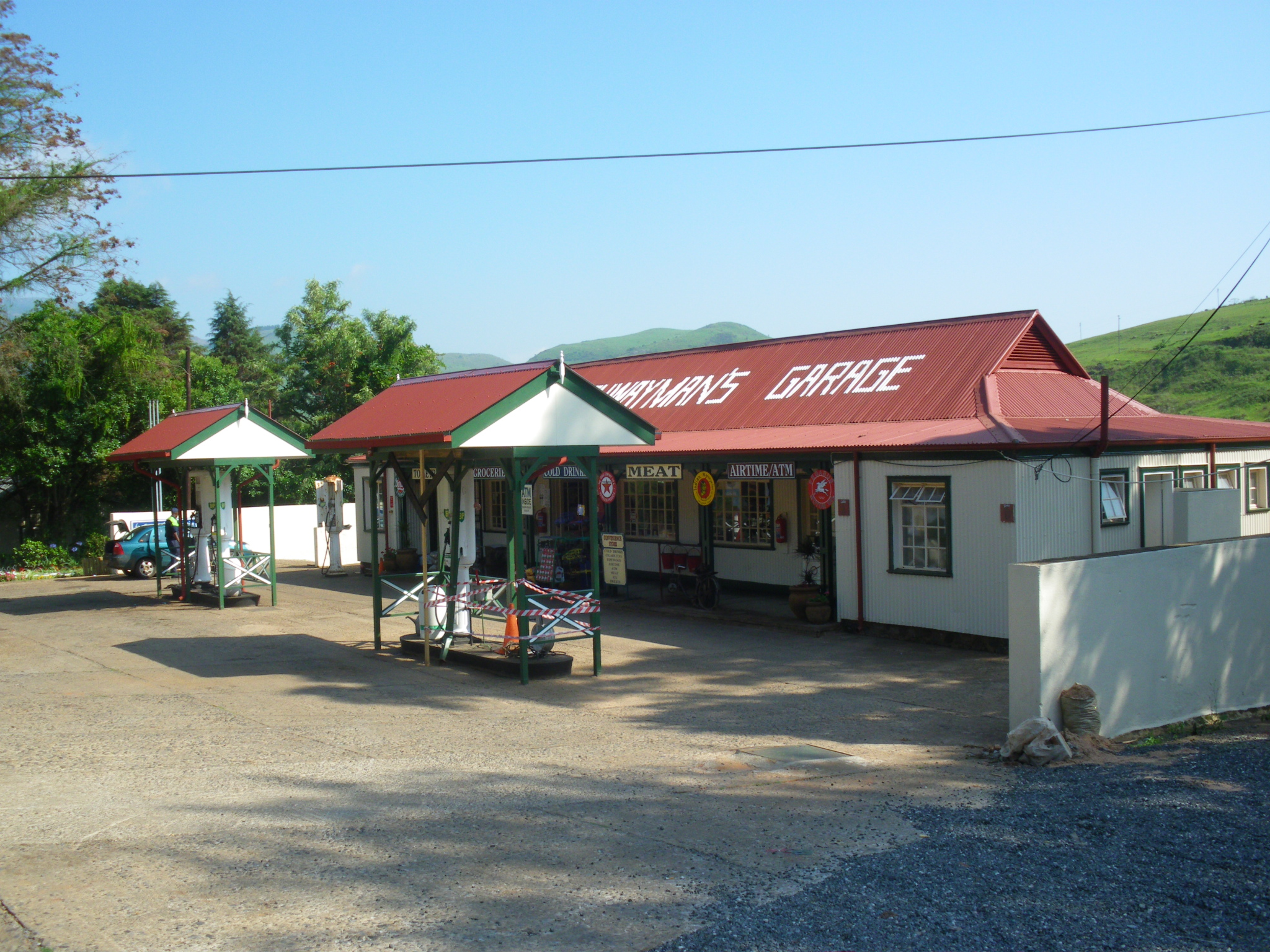
Garage et pompe à essence
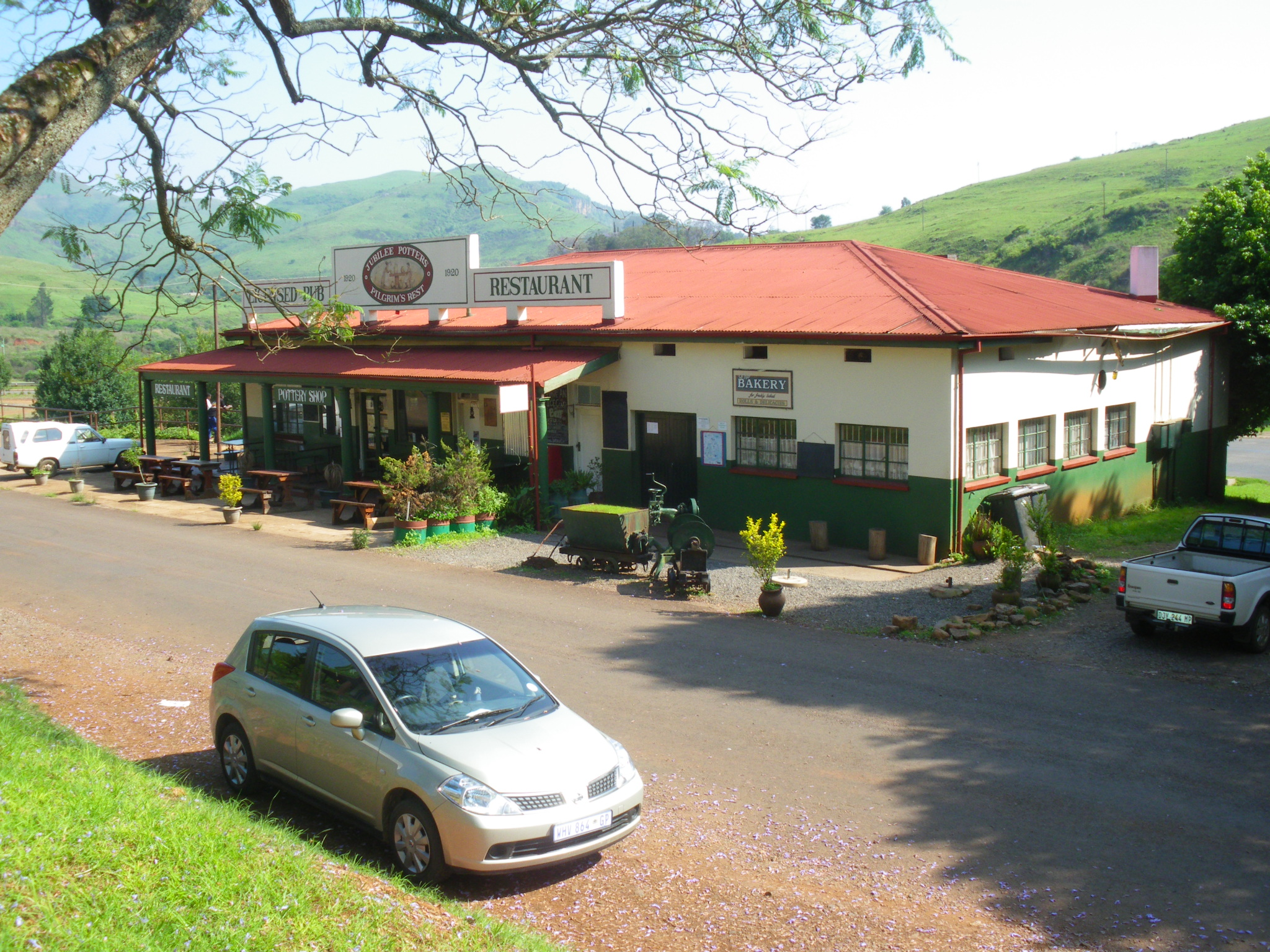
Restaurant
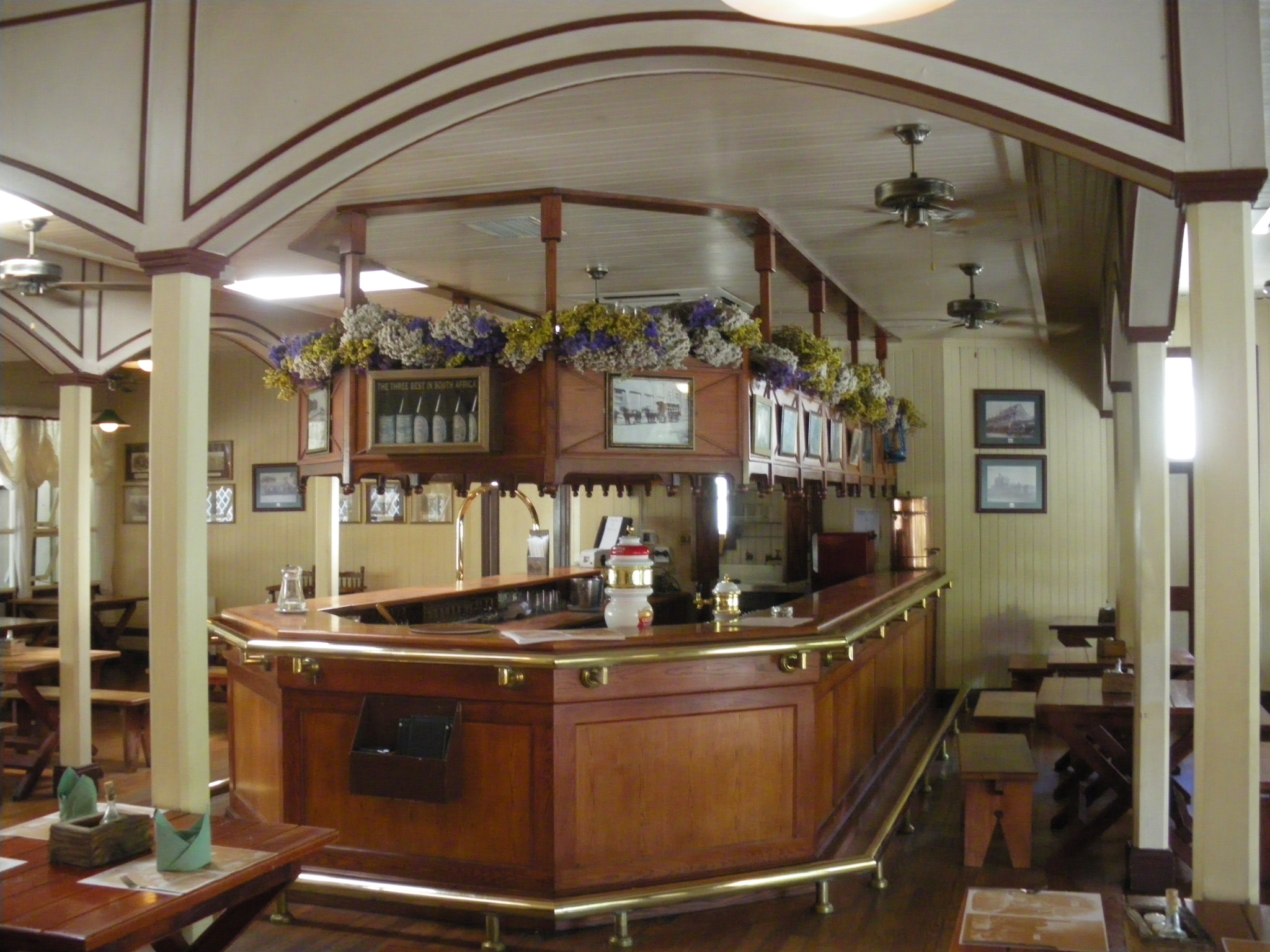
Intérieur de restaurant
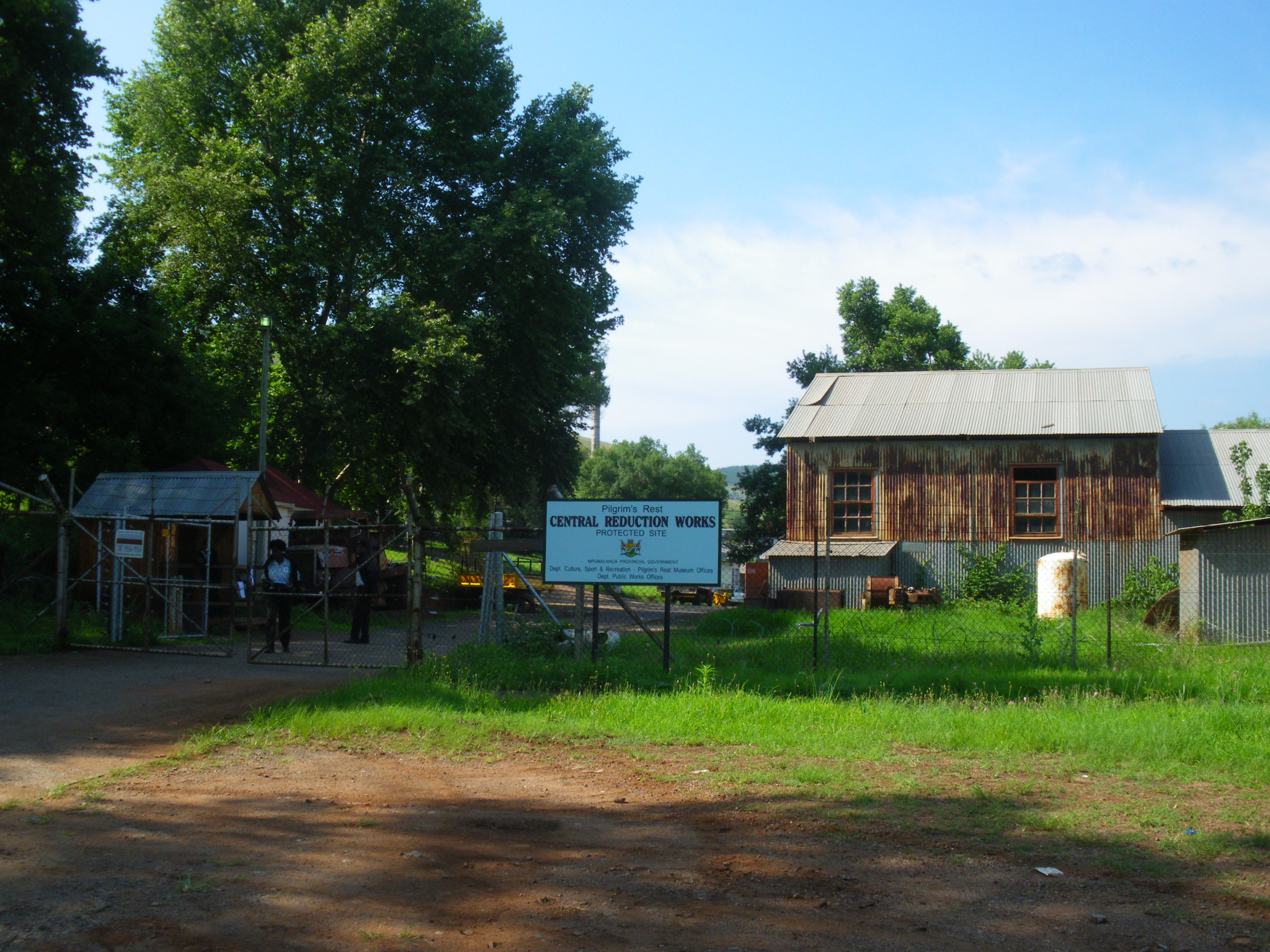
Mine en activité
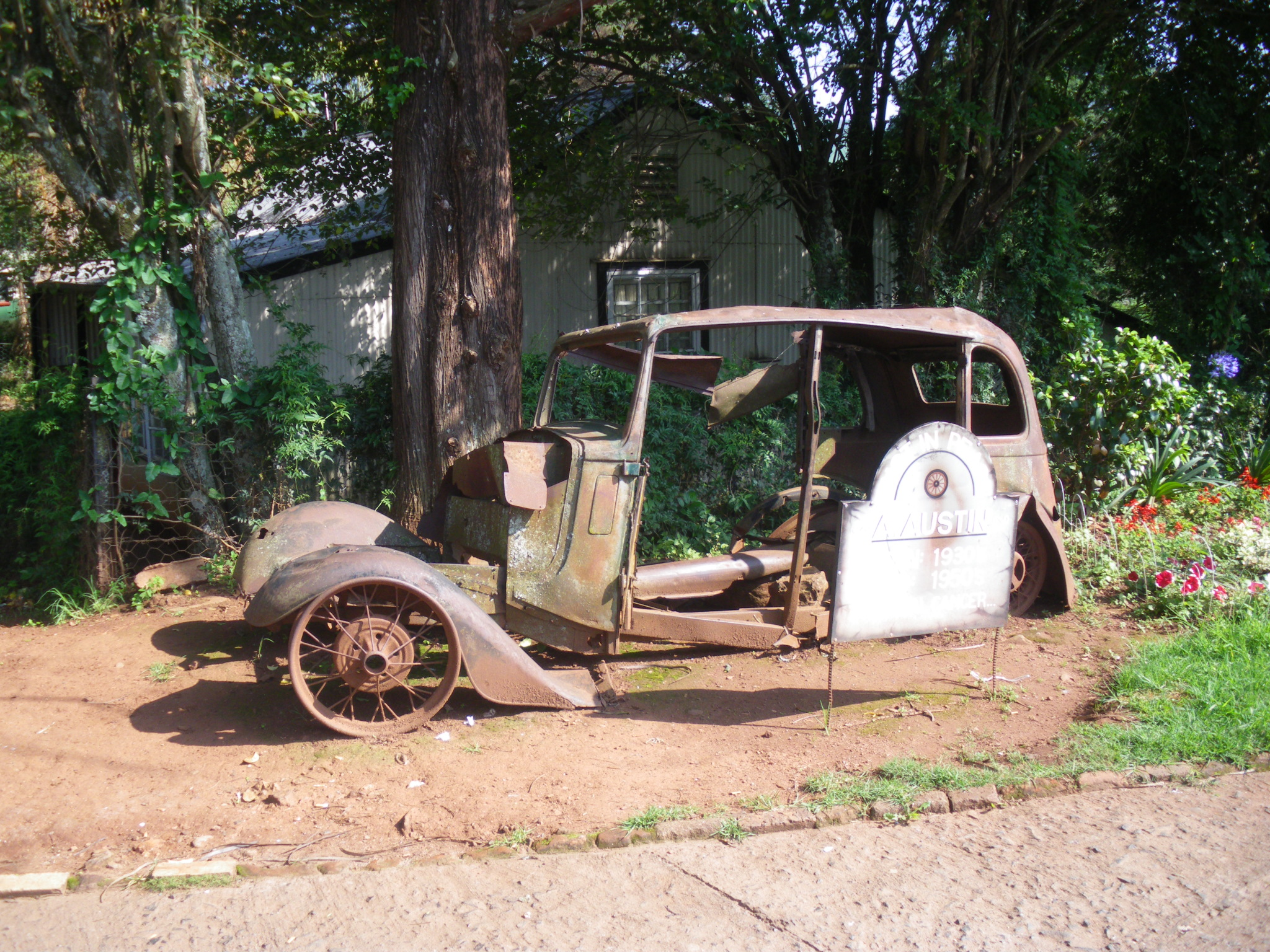
Ancienne voiture Austin
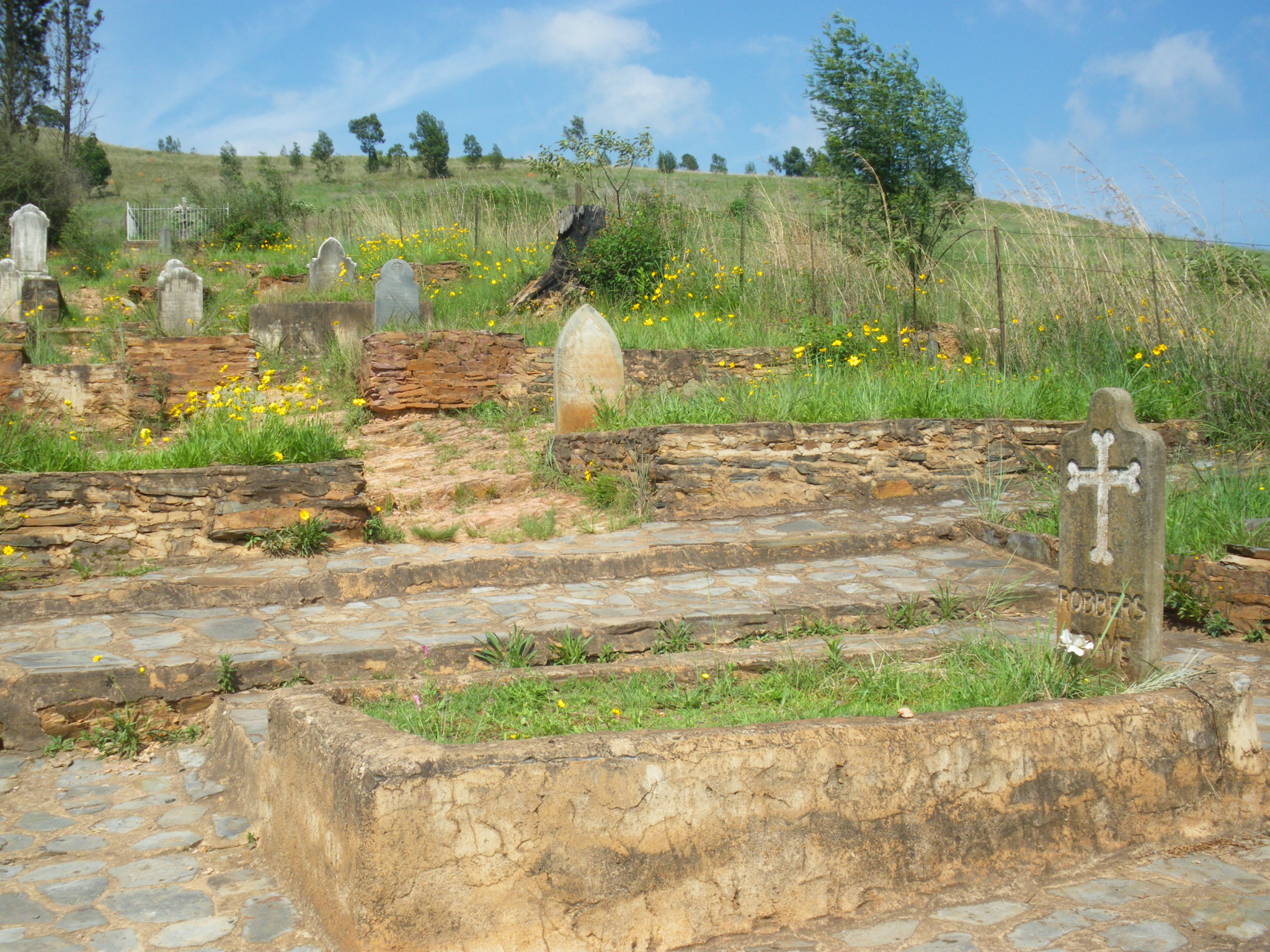
La tombe du voleur
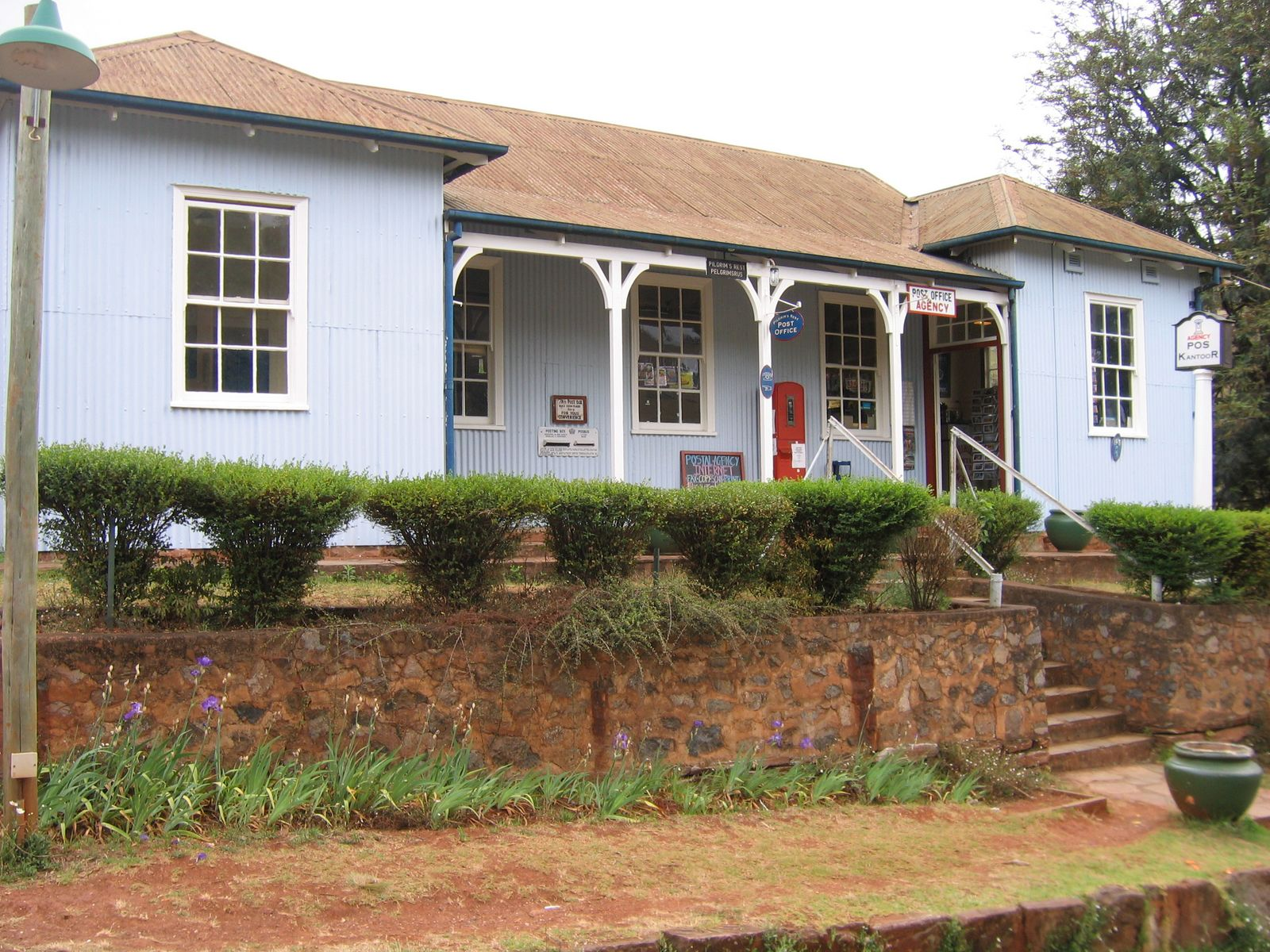
Royal Hotel
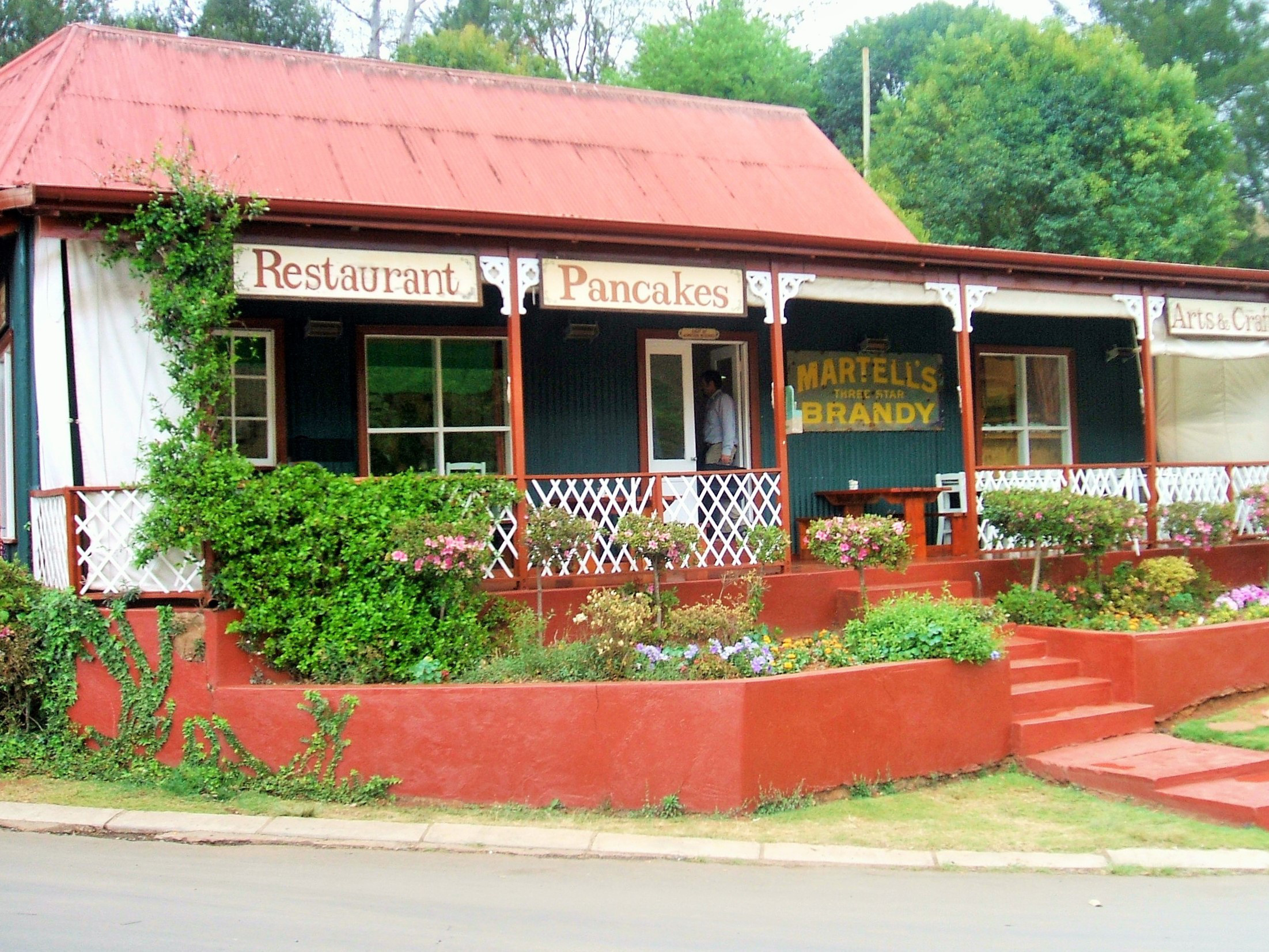
Restaurant et Pancake
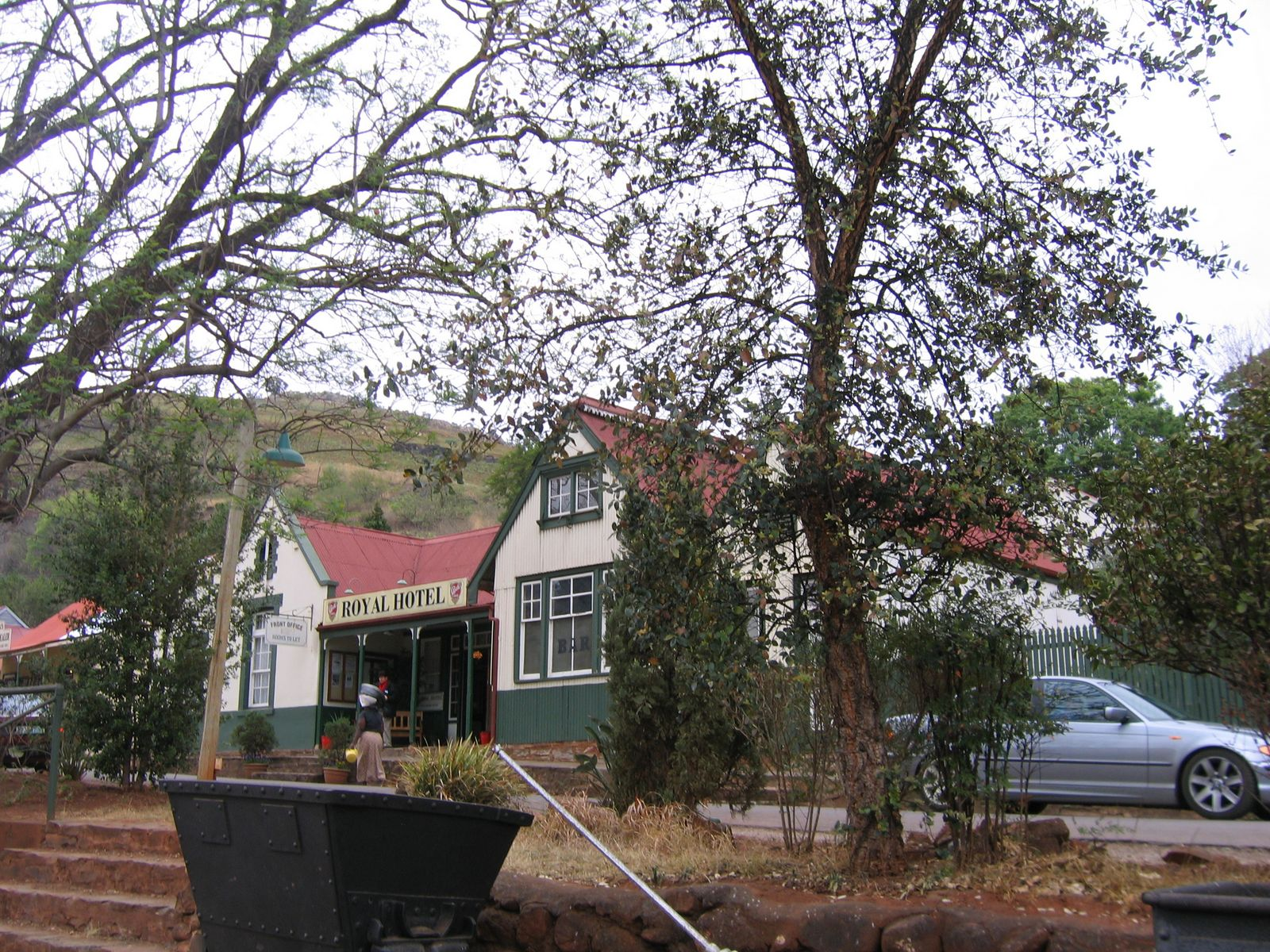
Royal Hotel